# Děkanát Konice

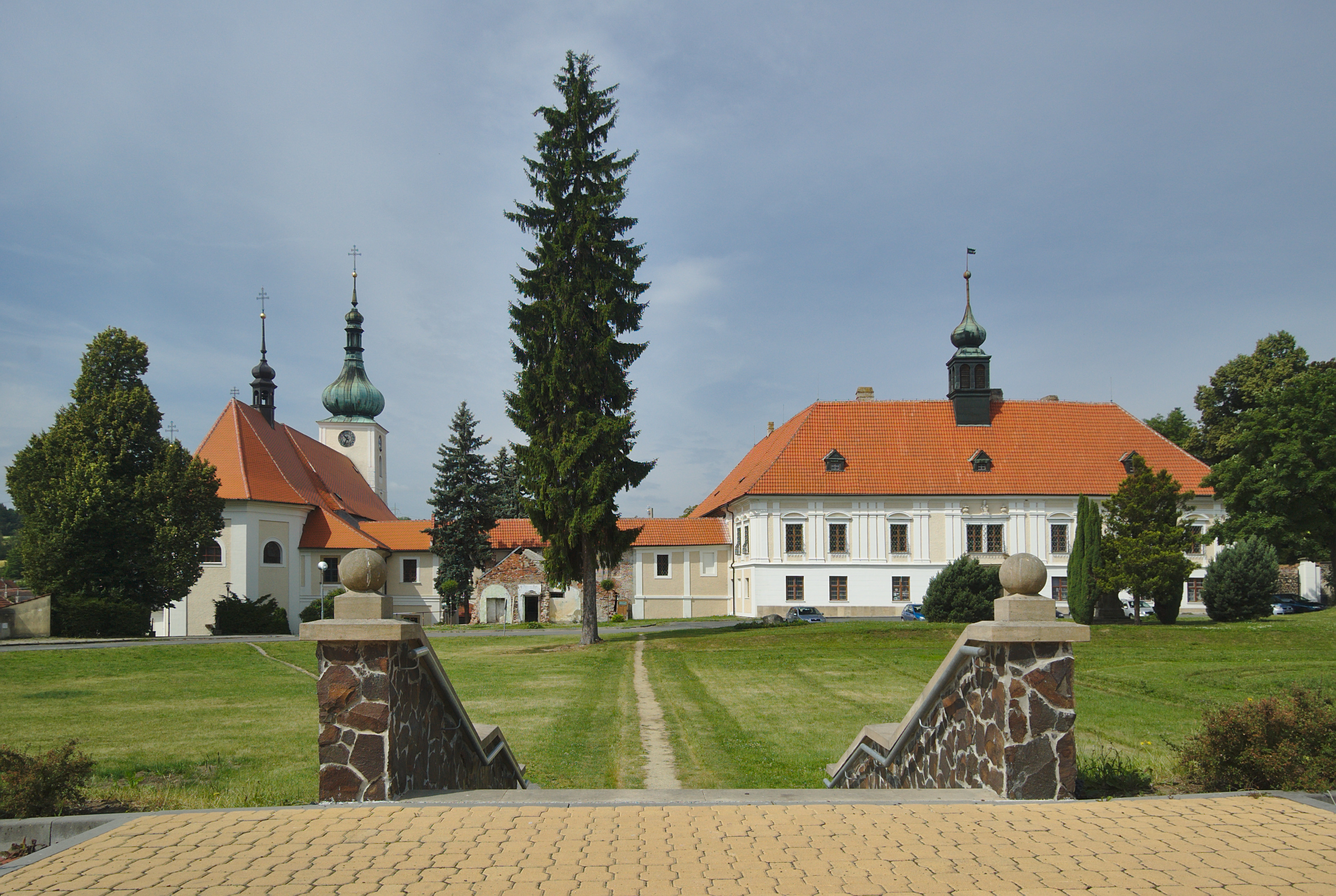
Kostel Narození Panny Marie a zámek, Konice

Děkanát Konice je územní součást arcidiecéze olomoucké. Tvoří ho 23 farností, děkanem je R. D. Mgr. Milan Ryšánek, farář v Konici. Místoděkanem je R. D. Martin Mališka. V děkanátu působí 1 řeholní a 6 diecézních kněží.

## Stručná historie
Děkanát Konice vznikl v roce 1963 a je nejmladším děkanátem olomoucké arcidiecéze. V roce 2004 k němu bylo připojeno devět farností ze zaniklého děkanátu Litovel (Bílá Lhota, Bouzov, Cholina, Chudobín, Luká, Měrotín, Náměšť na Hané, Senice na Hané a Vilémov u Litovle), dvě farnosti byly přičleněny do děkanátu Prostějov (Ohrozim a Vícov) a čtyři farnosti začleněny do děkanátu Svitavy (Borotín na Moravě, Deštná u Velkých Opatovic, Roubanina a Velké Opatovice). 

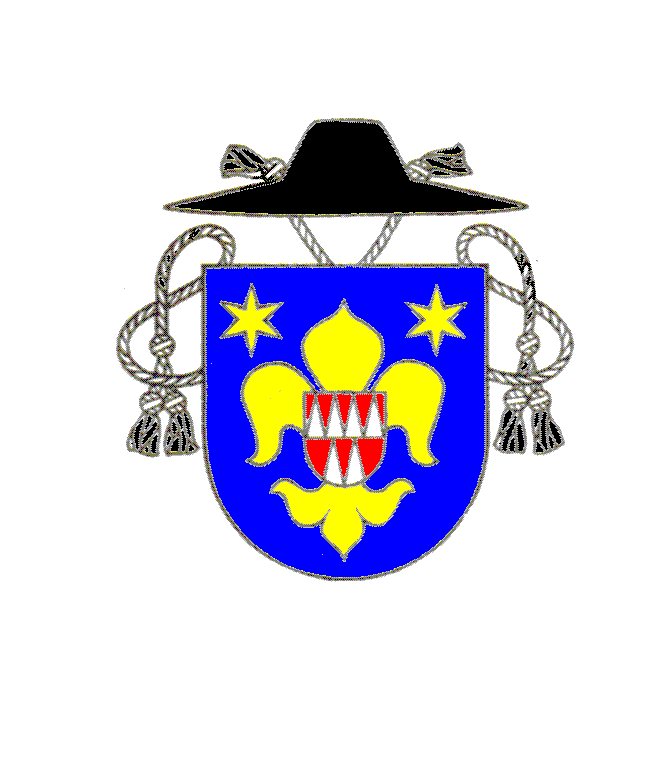
Znak děkanátu Konice

## Farnosti děkanátu
| Farnost              | Farní kostel               | Správce                                 |
| -------------------- | -------------------------- | --------------------------------------- |
| Bílá Lhota           | sv. Kateřiny Alexandrijské | administrátor excurrendo Bouzov         |
| Bohuslavice u Konice | sv. Bartoloměje            | R. D. Mgr. Paweł Tomasz Zaczyk          |
| Bouzov               | sv. Gothard                | farář: Mgr. Radomír Metoděj Hofman, OT  |
| Brodek u Konice      | sv. Petr a Pavel           | admin. excurendo : Suchdol u Prostějova |
| Čechy pod Kosířem    | sv. Jan Křtitel            | admin. excurendo : Laškov               |
| Cholina              | Nanebevzetí Panny Marie    | admin. excurendo : Senice na Hané       |
| Chudobín             | sv. František z Assisi     | admin. excurendo : Bouzov               |
| Jesenec              | sv. Libor                  | admin. excurendo : Konice               |
| Kladky               | sv. Cyril a Metoděj        | admin. excurendo : Bohuslavice u Konice |
| Konice               | Narození Panny Marie       | farář: Mgr. Milan Ryšánek               |
| Laškov               | Nanebevzetí Panny Marie    | farář: Mgr. Roman Vlk                   |
| Luká                 | Narození sv. Jana Křtitele | admin. excurendo : Bouzov               |
| Měrotín              | sv. Martin                 | admin. excurendo : Bouzov               |
| Náměšť na Hané       | sv. Kunhuta                | admin. excurendo : Senice na Hané       |
| Přemyslovice         | Všech svatých              | admin. excurendo : Laškov               |
| Ptení                | sv. Martin                 | farář : Mgr. Mariusz Jacek Radaczynski  |
| Senice na Hané       | sv. Maří Magdaléna         | farář : Mgr. Martin Mališka             |
| Skřípov u Konice     | Nanebestoupení Páně        | admin. excurendo : Konice               |
| Stínava              | Povýšení sv. Kříže         | admin. excurendo : Ptení                |
| Stražisko            | sv. Andělé strážní         | admin. excurendo : Ptení                |
| Suchdol u Prostějova | Navštívení Panny Marie     | farář: Mgr. Ondřej Horáček, DiS.        |
| Šubířov              | Sedmibolestná Panna Maria  | admin. excurendo : Suchdol u Prostějova |
| Vilémov u Litovle    | sv. Kateřina Alexandrijská | admin. excurendo : Bohuslavice u Konice |

## Poutní místa děkanátu
- kostel Navštívení Panny Marie v Jednově (farnost Suchdol u Prostějova)
- kostel sv. Libora v Jesenci
- kostel Nanebevzetí Panny Marie v Cholině
- kostel Andělů strážných ve Stražisku

## Fotogalerie

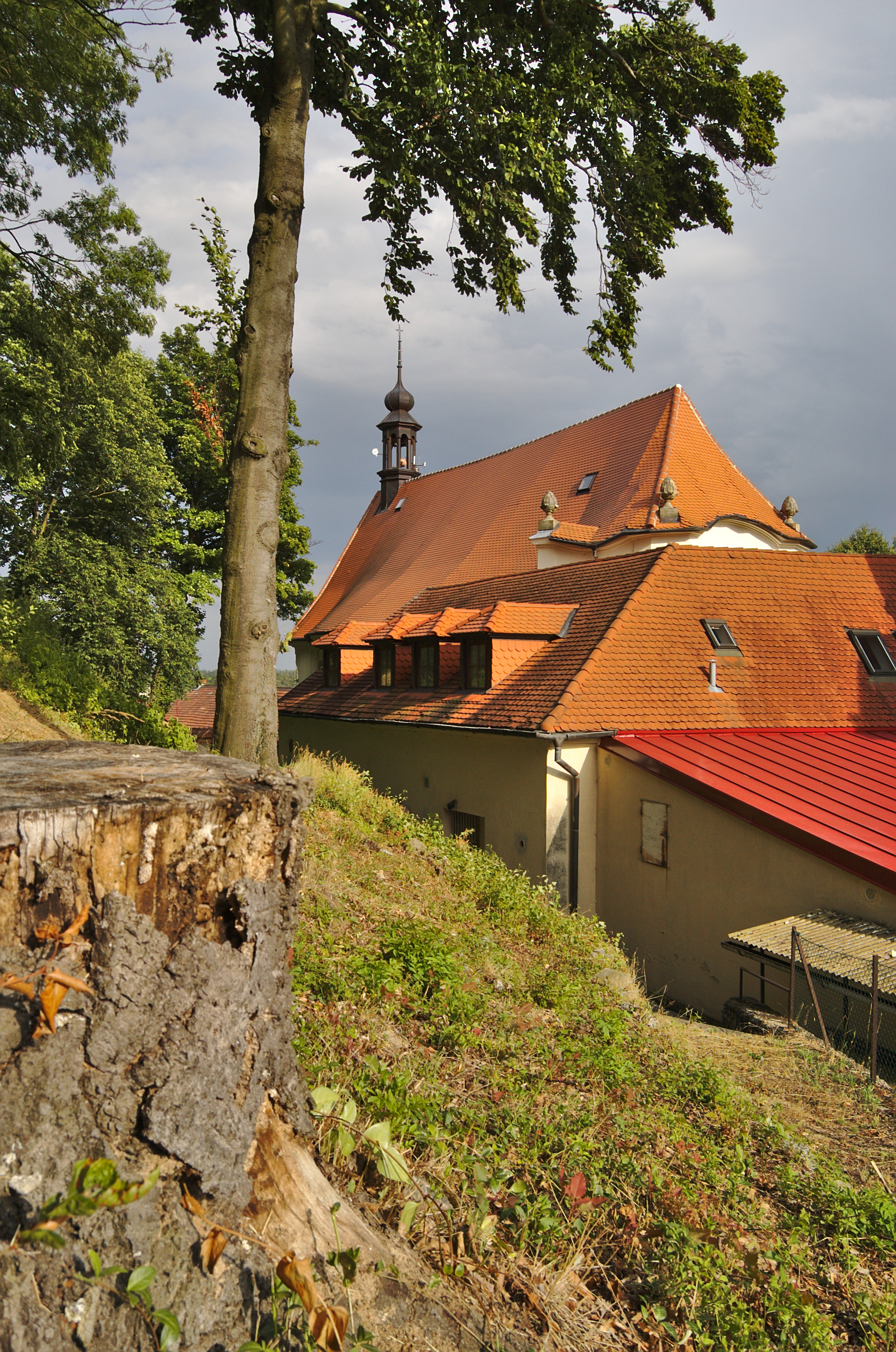
Kostel svatého Libora, Jesenec
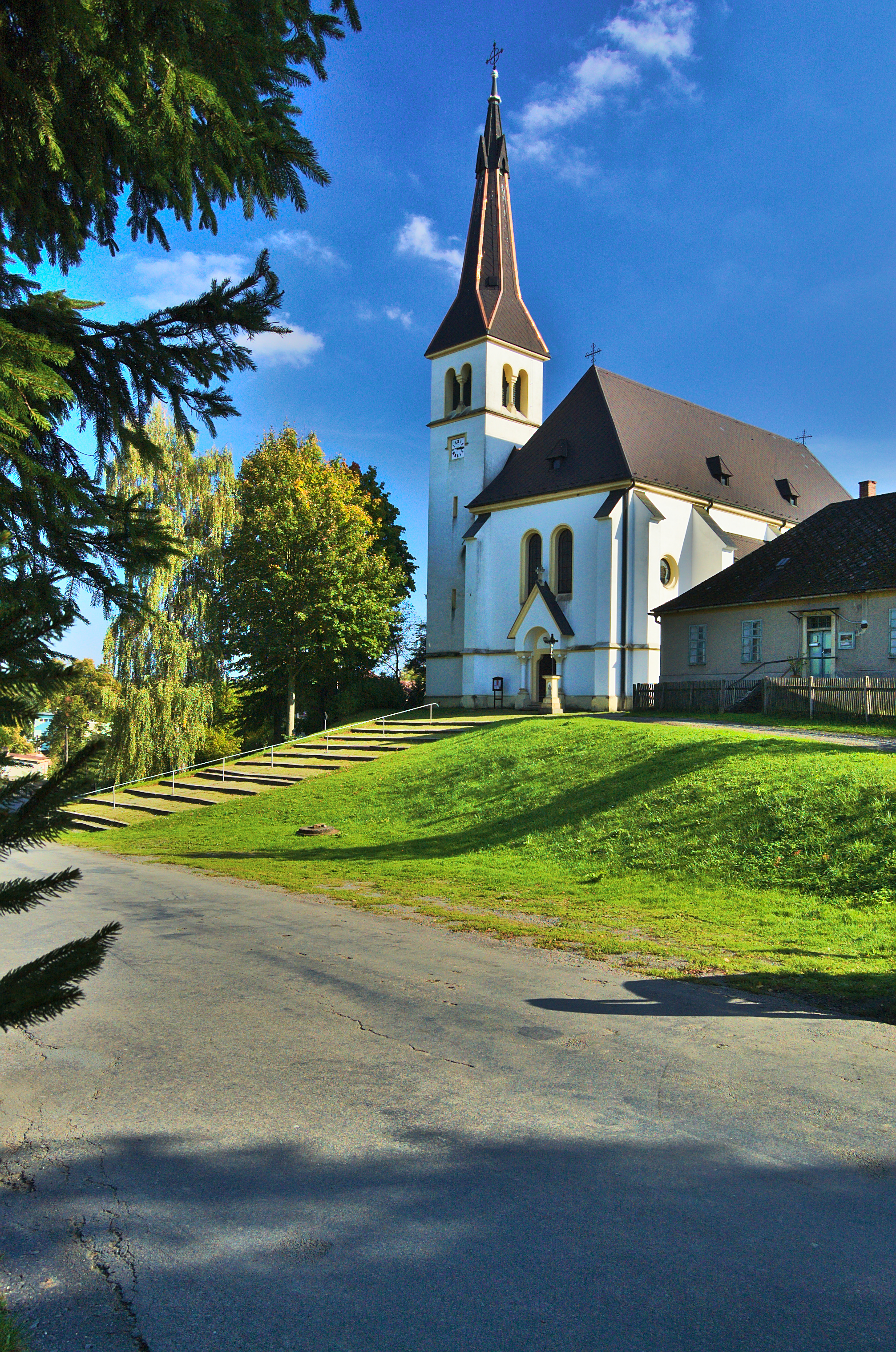
Kostel svatého Cyrila a Metoděje, Kladky
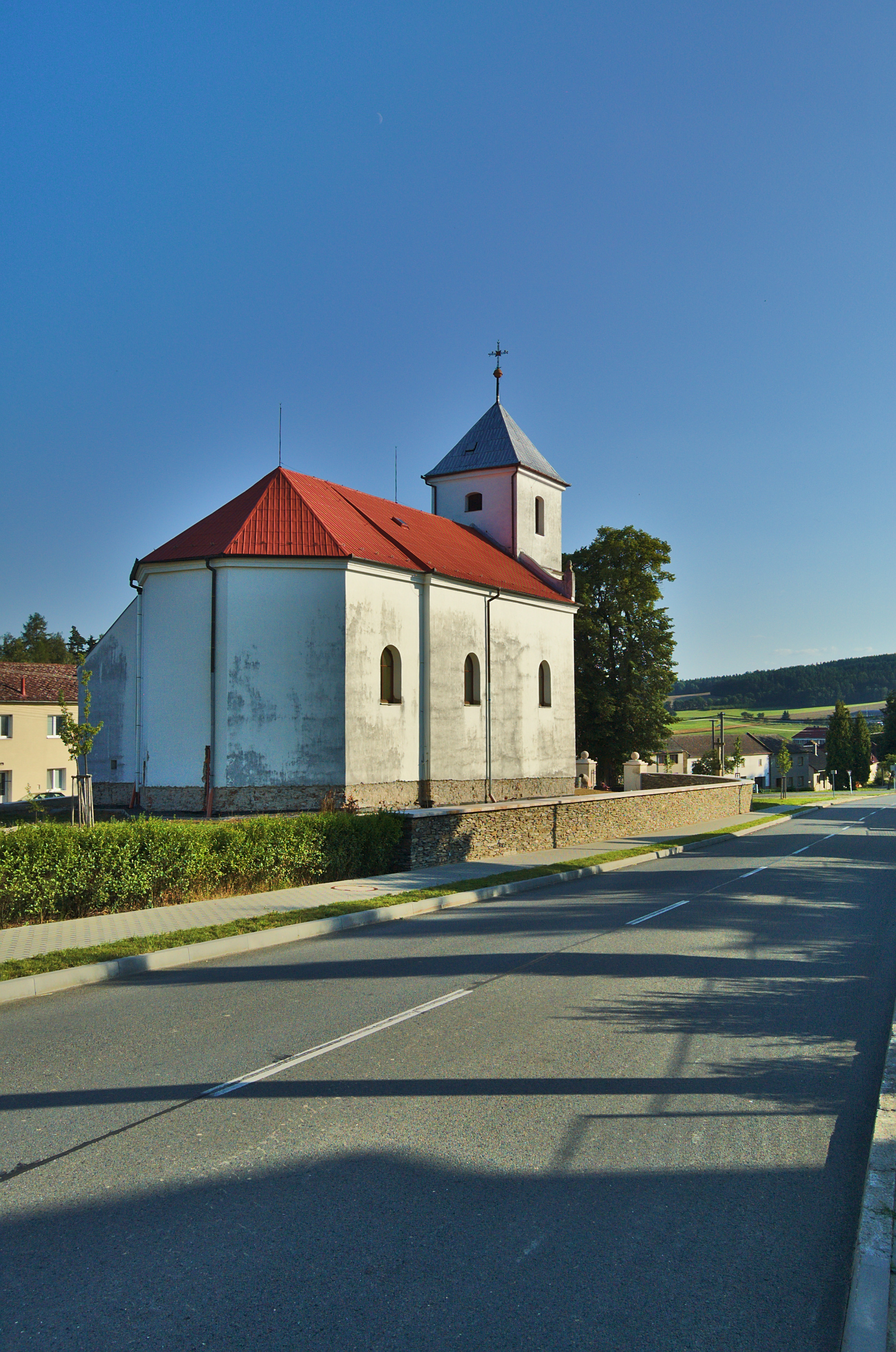
Kostel svatého Jana Křtitele, Luká
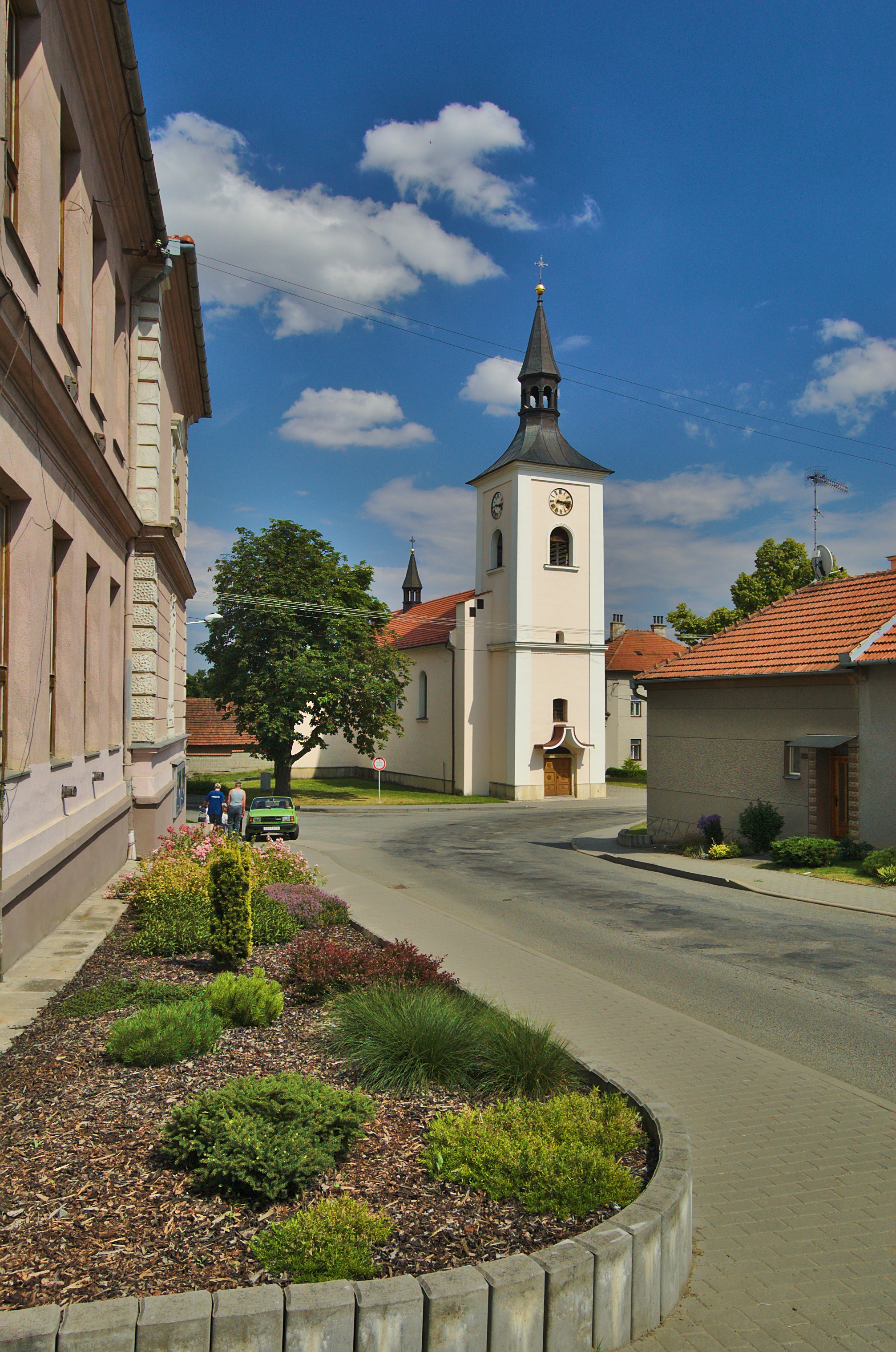
Kostel svatého Martina, Ptení
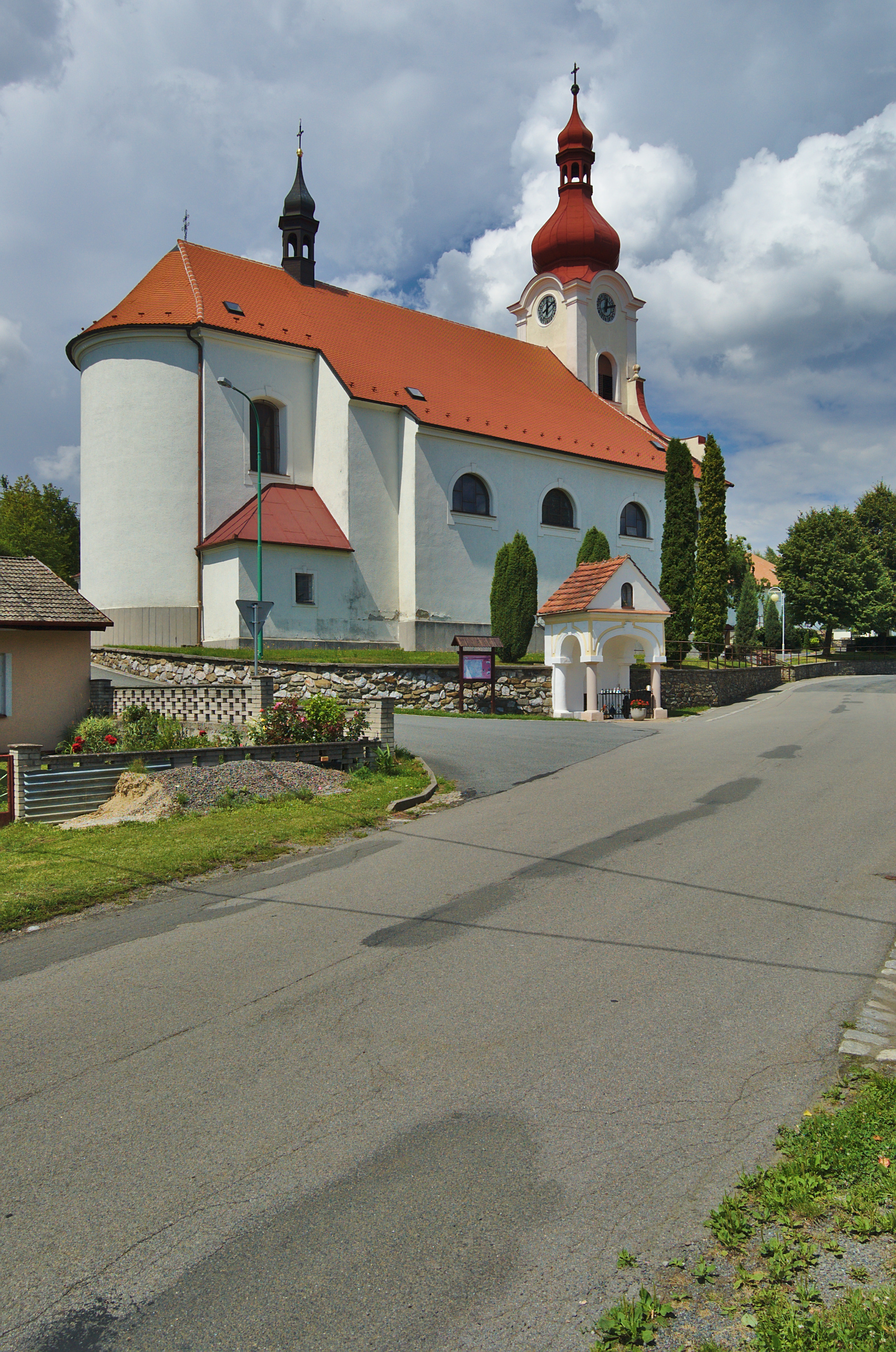
Kostel Navštívení Panny Marie, Jednov
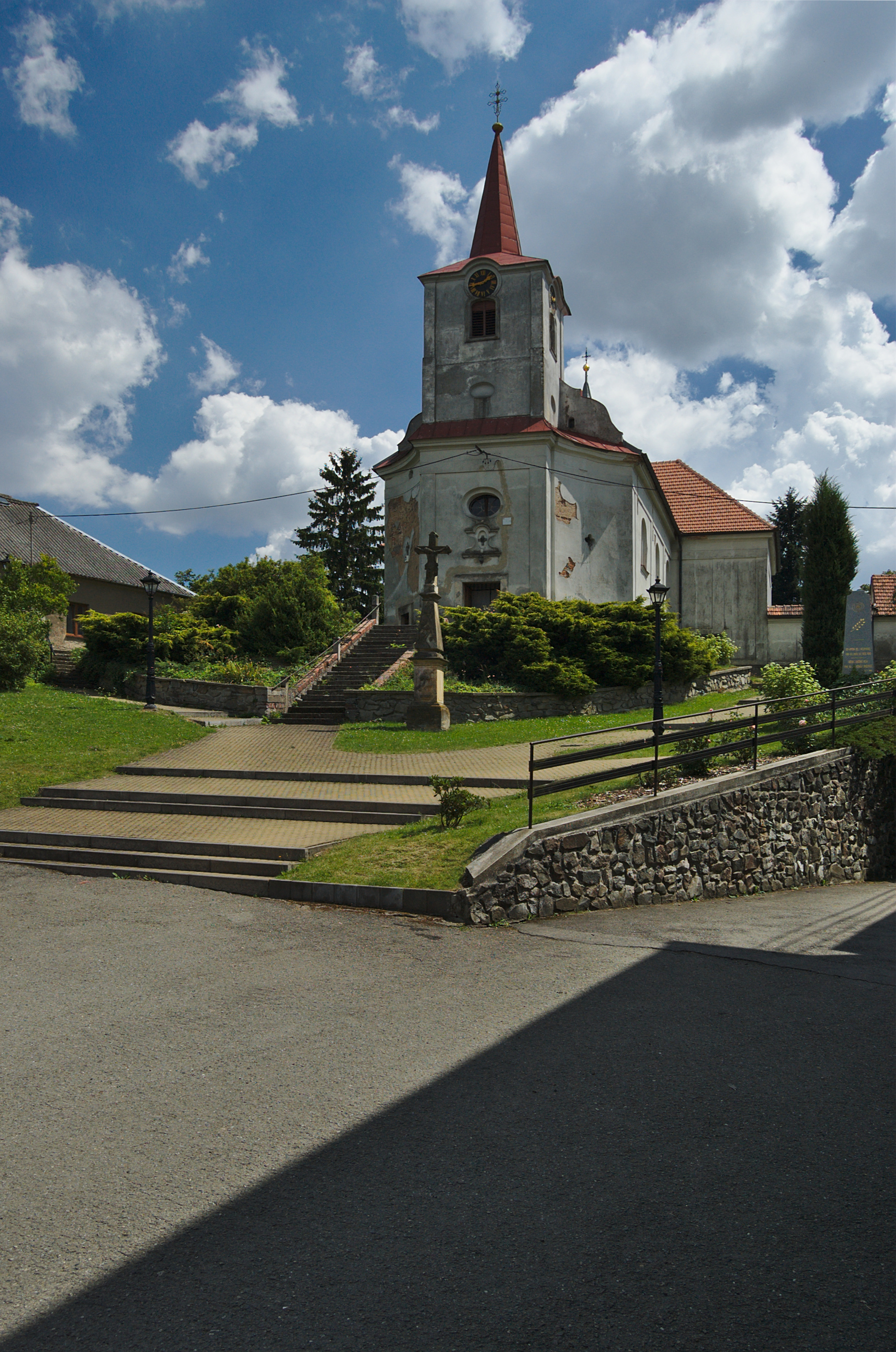
Kostel Nanebevstoupení Páně, Skřípov
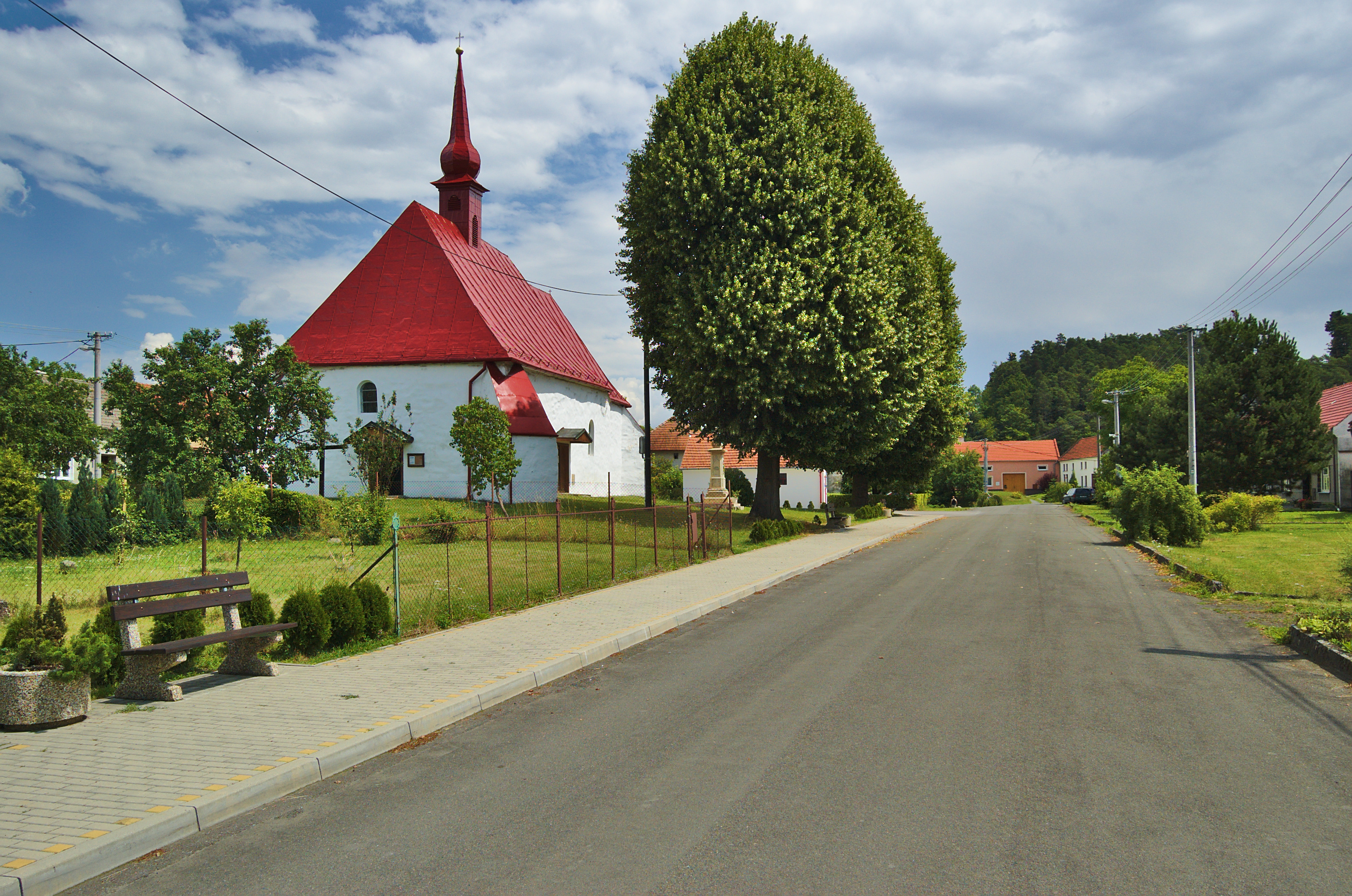
Kostel Povýšení svatého Kříže, Stínava